# 春日八郎の大阪情緒
『春日八郎の大阪情緒』（かすがはちろうのおおさかじょうちょ）は、1975年にリリースされた春日八郎のアルバム。1976年の「長崎情緒」、1977年の「北の情緒」と続く「情緒」シリーズの第1弾。カバー曲を中心に12曲が収録され、2011年には「春日八郎 大阪を歌う」のタイトルでCD化された。

## 収録曲

### 第1面
1. 大阪ぐらし（オリジナル歌手・フランク永井）
  - 作詞:石浜恒夫／作曲:大野正雄
2. 宗右衛門町ブルース（オリジナル歌手・平和勝次とダークホース）
  - 作詞:平和勝次／作曲:山路進一
3. 大阪夜霧（オリジナル歌手・大月みやこ）
  - 作詞:秋田泰治／作曲:川上英一
4. 大阪の女（オリジナル歌手・ザ・ピーナッツ）
  - 作詞:橋本淳／作曲:中村泰士
5. 釜ヶ崎人情（オリジナル歌手・三音英次）
  - 作詞:もず唱平／作曲:三山敏
6. 夫婦善哉
  - 作詞:秋田泰治／作曲:西脇稔和／セリフ:大月みやこ

### 第2面
1. 大阪の灯
  - 作詞:たなかゆきを／作曲:西脇稔和
2. 道頓堀行進曲（オリジナル歌手・内海一郎）
  - 作詞:日比繁次郎／作曲:塩尻精八
3. 大阪ブルース（オリジナル歌手・青江三奈）
  - 作詞:水木かおる／作曲:鈴木邦彦
4. 大阪の夜（オリジナル歌手・美川憲一）
  - 作詞:星野哲郎／作曲:猪俣公章
5. たそがれの御堂筋（オリジナル歌手・坂本スミ子）
  - 作詞:古川益雄／作曲:加藤ヒロシ
6. 浪花小唄（オリジナル歌手・二村定一）
  - 作詞:時雨音羽、作曲:佐々紅華